# Dolichopus nodipennis
Dolichopus nodipennis är en tvåvingeart som beskrevs av Van Duzee 1921. Dolichopus nodipennis ingår i släktet Dolichopus och familjen styltflugor. Inga underarter finns listade i Catalogue of Life.